# Vol Vietnam Airlines 815
Le 3 septembre 1997, un Tupolev Tu-134 assurant le vol Vietnam Airlines 815, un vol international régulier de la compagnie aérienne Vietnam Airlines, s'est écrasé dans une rizière, située 300 m avant la piste d'atterrissage, pendant l'approche finale sur l'aéroport international de Pochentong, au Cambodge, faisant 65 victimes parmi les 66 occupants de l'appareil, ce qui en fait l'accident aérien le plus meurtrier de l'histoire du Cambodge.

## Avion
L'appareil impliqué, un Tupolev Tu-134B-3, est sortie d'usine le 5 octobre 1984, avec comme numéro d'immatriculation VN-A120 (numéro de série 66360). Cet avion de ligne court/moyen-courrier, de fabrication soviétique, était propulsé par deux turboréacteurs Soloviev D-30-III et totalisait 11 723 heures de vol et 8 209 cycles (décollage/atterrissage) au moment de l'accident.

## Déroulement du vol
Le vol 815 a décollé de Hô Chi Minh-Ville vers 13h00, pour un vol d'une durée de 45 min à destination de Phnom Penh. L'avion a entamé son approche vers l'aéroport international de Pochentong en passant par l'est, sous une pluie battante. Selon le directeur par intérim de l'aéroport et chef de la commission d'enquête, Sok Sambour, l'avion était censé voler à 14 000 pieds (4 300 m) lorsqu'il a commencé son approche, mais il se trouvait à 10 000 pieds (3 000 m) lorsqu'il a atteint la portée de la balise non directionnelle (NDB) de Pochentong.
L'aéroport disposait auparavant d'une station VOR/DME, mais de nombreux éléments avaient été pillé en juillet précédent. En raison de cela, par mauvais temps, les pilotes devaient utiliser la balise NDB située à 5 km à l'ouest, afin d'obtenir une vue d'ensemble de la zone, et devaient continuer à descendre jusqu'à ce qu'ils puissent établir un contact visuel avec l'aéroport. En conséquence, la fréquence des atterrissages manqués avait augmenté pendant la saison des pluies. Les lumières de la piste avaient également été pillé, mais auraient été remplacées et illuminées à ce moment-là.
Une fois à portée de la balise NDB, le pilote a demandé à la tour de contrôle la permission d'atterrir, à une altitude de 5 000 pieds (1 500 m). La tour de contrôle a accepté, mais a demandé au pilote de lui rappeler souvent le déroulement de son approche, en raison du mauvais temps. Cependant, lorsque le vol 815 a entamé son approche de l'aéroport, il était à 3 000 pieds (910 m) lorsque le pilote a de nouveau demandé la permission d'atterrir, déclarant qu'il ne parvenait pas à localiser la piste. Il a été autorisé à descendre à 2 000 pieds (610 m) et on lui a dit de rester en contact.
Après un moment, la tour de contrôle a demandé au pilote s'il avait la piste en visuel, ce à quoi le pilote a répondu qu'il ne la voyait toujours pas. La tour de contrôle a alors informé le pilote que la direction du vent changeait. Celui-ci effectuait alors une approche depuis l'est vers la piste 23 ; la tour lui a plutôt demandé d'approcher par l'ouest vers la piste 5. S'il poursuivait son approche par l'est, le pilote devrait tenter d'atterrir sous le vent. Le pilote a accusé réception de la demande et n'a plus eu de contact avec la tour de contrôle.
Deux minutes plus tard, le vol 815 a été repéré, approchant toujours par l'est. L'avion a continué à descendre jusqu'à atteindre 200 pieds (61 m) au-dessus du sol. L'enregistreur phonique (CVR) a montré qu'à ce moment-là, le copilote a demandé au commandant de bord de faire une remise de gaz et d'interrompre l'atterrissage, car ils n'avaient toujours pas de visuel sur la piste. Le commandant de bord a dit qu'il attendrait un peu. L'avion est descendu à 100 pieds (30 m), toujours sans avoir la piste en vue, moment auquel le copilote et le mécanicien navigant ont de nouveau demandé au commandant de bord d'interrompre l'atterrissage. 
Il était cependant trop tard ; quatre secondes plus tard, l'aile gauche du Tupolev a heurté la cime d'un palmier. À ce moment-là, ils n'étaient pas alignés avec la piste, ayant viré à gauche en traversant la partie militaire de l'aéroport. Le premier impact contre les arbres a provoqué l'arrêt d'un des moteurs. L'aile droite a ensuite effleuré le toit d'une maison. L'avion s'est rapidement incliné sur la gauche et a percuté le sol à environ 270 km/h.
Plusieurs témoins oculaires affirment que des flammes ont commencé à jaillir de la queue de l'avion après qu'il a heurté le premier arbre. L'appareil a ensuite glissé sur 180 m à travers plusieurs rizières asséchées avant d'exploser vers 13h40.

Site de l'accident
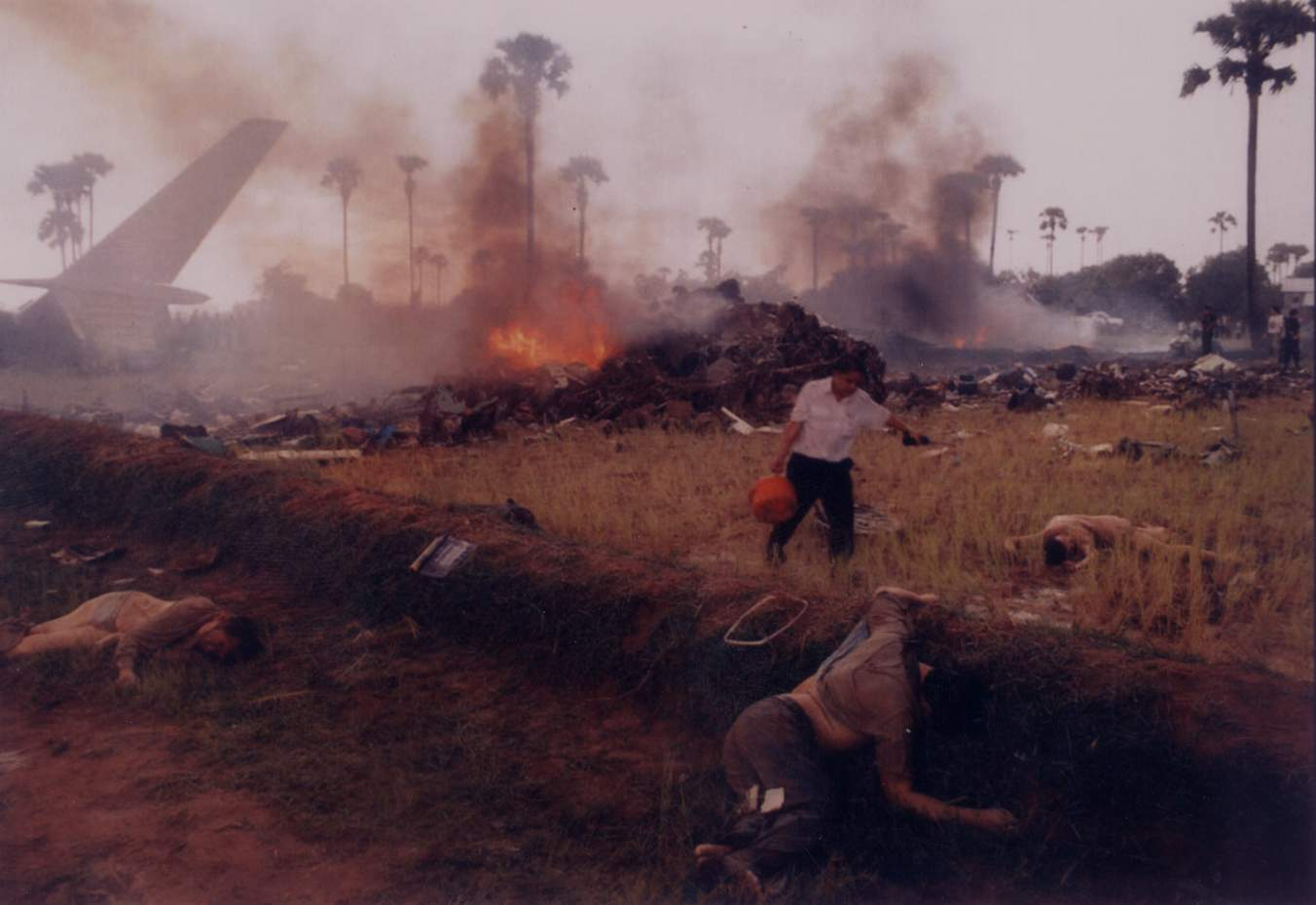
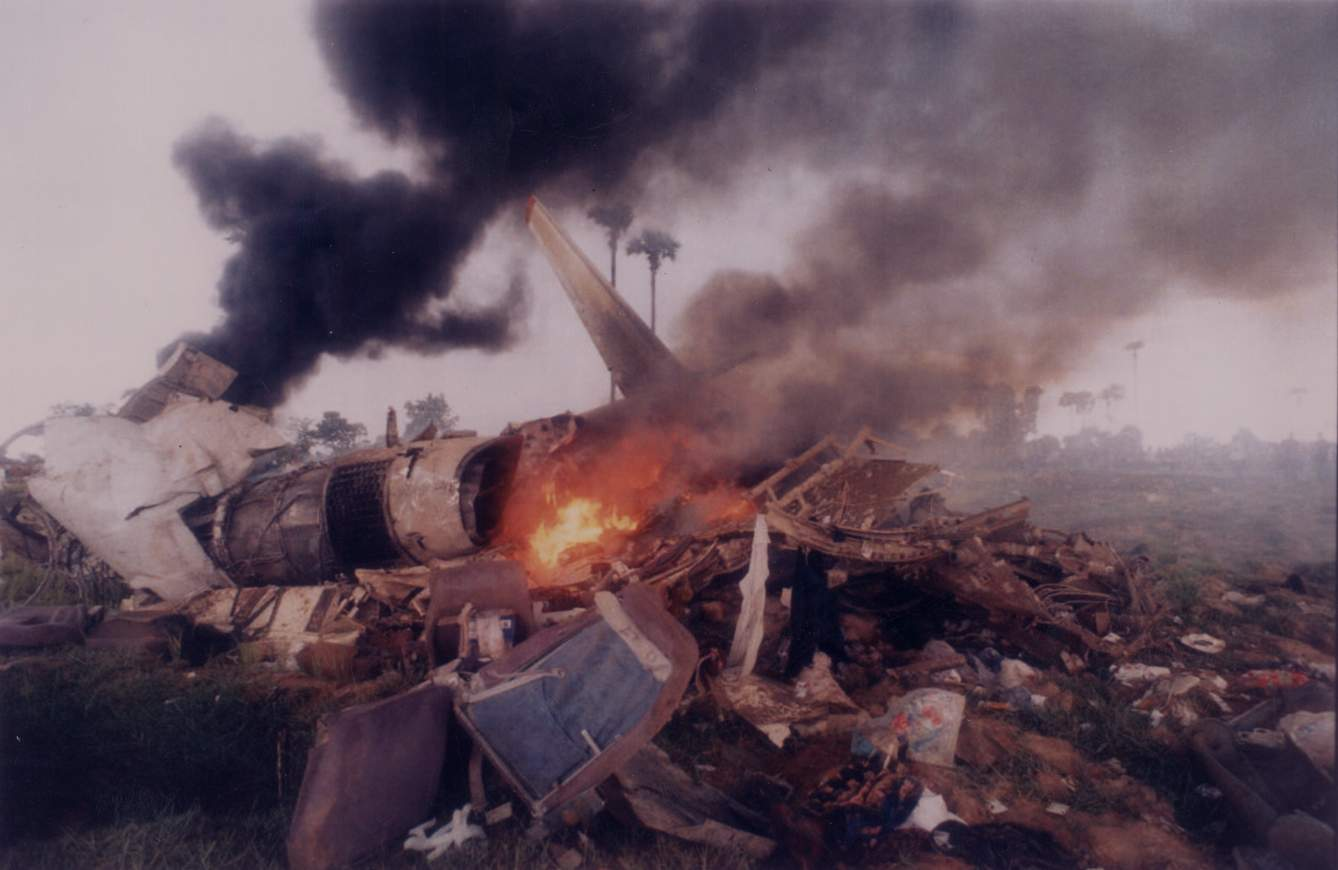

## Victimes
La plupart des passagers était originaires de Corée du Sud et de Taïwan. Les 22 ressortissants taïwanais étaient principalement venus pour des raisons professionnelles, mais plusieurs d'entre eux se rendaient au Cambodge pour un mariage. Six des 21 ressortissants sud-Coréens faisaient partie d'une équipe médicale qui faisait don de matériel à l'université de Phnom Penh.
| Nationalité  | Passagers | Équipage | Total |
| ------------ | --------- | -------- | ----- |
| Taïwan       | 22        | 0        | 22    |
| Corée du Sud | 21        | 0        | 21    |
| Viêt Nam     | 2         | 6        | 8     |
| Hong Kong    | 4         | 0        | 4     |
| Cambodge     | 3         | 0        | 3     |
| Canada       | 2         | 0        | 2     |
| Chine        | 2         | 0        | 2     |
| Australie    | 1         | 0        | 1     |
| Japon        | 1         | 0        | 1     |
| Macao        | 1         | 0        | 1     |
| Royaume-Uni  | 1         | 0        | 1     |
| Total        | 60        | 6        | 66    |

Cinq personnes étaient encore en vie après le crash et ont été transportées à l'hôpital. Deux d'entre elles ont survécu : Chanayuth Nim-anong, un garçon thaïlandais âgé de 14 mois qui a eu les deux jambes cassées, et un garçon vietnamien de quatre ans qui a été blessé à la tête. Ce dernier à finalement succombé à ses blessures, laissant Nim-anong comme étant le seul survivant du crash. 

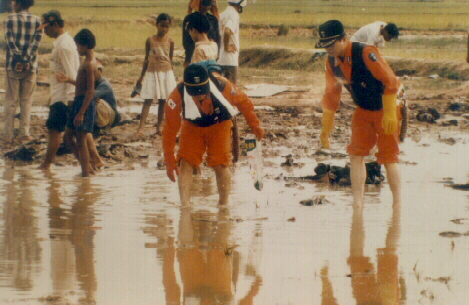
Photo montrant les secouristes, sur le lieu du crash du vol 815.

L'avion a effleuré le toit d'une maison et l'a endommagée avant de toucher le sol sur une route en terre. Le pillage initial des lieux de l'accident a été effectué par l'armée et la police. Une fois les corps retirés du site, les villageois ont pillé une grande partie des effets personnels restants et de nombreuses pièces de l'avion, y compris les enregistreurs de vol.

## Enquête
Le gouvernement cambodgien a offert une récompense pour la restitution des enregistreurs de vol. Les trois enregistreurs de vol de l'avion, l'enregistreur phonique (CVR), l'enregistreur de paramètres (FDR) et l'enregistreur à accès rapide (QAR), ont tous été obtenus auprès des villageois pour respectivement 10, 200 et 1 500 dollars.
Les examens de l'avion et les dossiers ont permis de déterminer qu'il n'y avait aucun problème mécanique et que toutes les opérations d'entretien étaient à jour. Tous les membres de l'équipage disposaient de leurs licences et de certificats médicaux valides. 
Au début, Vietnam Airlines et les employés de l'aéroport de Phnom Penh se sont disputés pour savoir qui était en faute. La compagnie aérienne a déclaré que l'équipement de navigation de l'aéroport était hors service et que sa tour de contrôle avait donné aux pilotes des informations erronées avant le décollage. Cependant, le rapport du Comité d'enquête cambodgien sur les accidents aériens a déterminé que la cause de l'accident du vol 815 était une erreur du pilote. 
Le rapport a conclu que les principaux facteurs étaient les suivants :
- Le commandant n'a pas suivi les instructions du contrôleur d'approche, présent dans la tour de contrôle, et il a pris la décision de continuer la descente dans de très mauvaises conditions météorologiques (couverture nuageuse dense, forte pluie).
- Le commandant a ignoré les conseils de son copilote et de son mécanicien navigant.
- L'insistance du commandant à vouloir engager le pilote automatique, même après avoir dépassé la hauteur minimale à laquelle il devait décider d'atterrir ou non.
- Les actions impulsives du commandant pour poursuivre son approche dans ce genre de conditions ont révélé « son manque de préparation psychologique pour interrompre l'atterrissage et à faire demi-tour ».

Le commandant de bord a poursuivi sa descente finale pour l'atterrissage d'une altitude de 6 600 pieds (2 000 m) à 100 pieds (30 m), sans avoir de contact visuel avec la piste, et a ignoré les supplications de son copilote et de son mécanicien navigant de faire demi-tour. Lorsque l'avion a heurté les arbres, le commandant de bord a finalement réalisé que la piste n'était pas en vue et a essayé d'interrompre l'approche. Le mécanicien navigant a poussé les moteur à fond pour obtenir la pleine puissance, mais l'équipage a perdu le contrôle de l'avion, qui a ensuite viré à gauche de l'axe de la piste. Le moteur droit est alors tombé en panne, rendant impossible toute remontée. L'avion est ensuite entré en décrochage et s'est finalement écrasé.